# Wivina Demeester

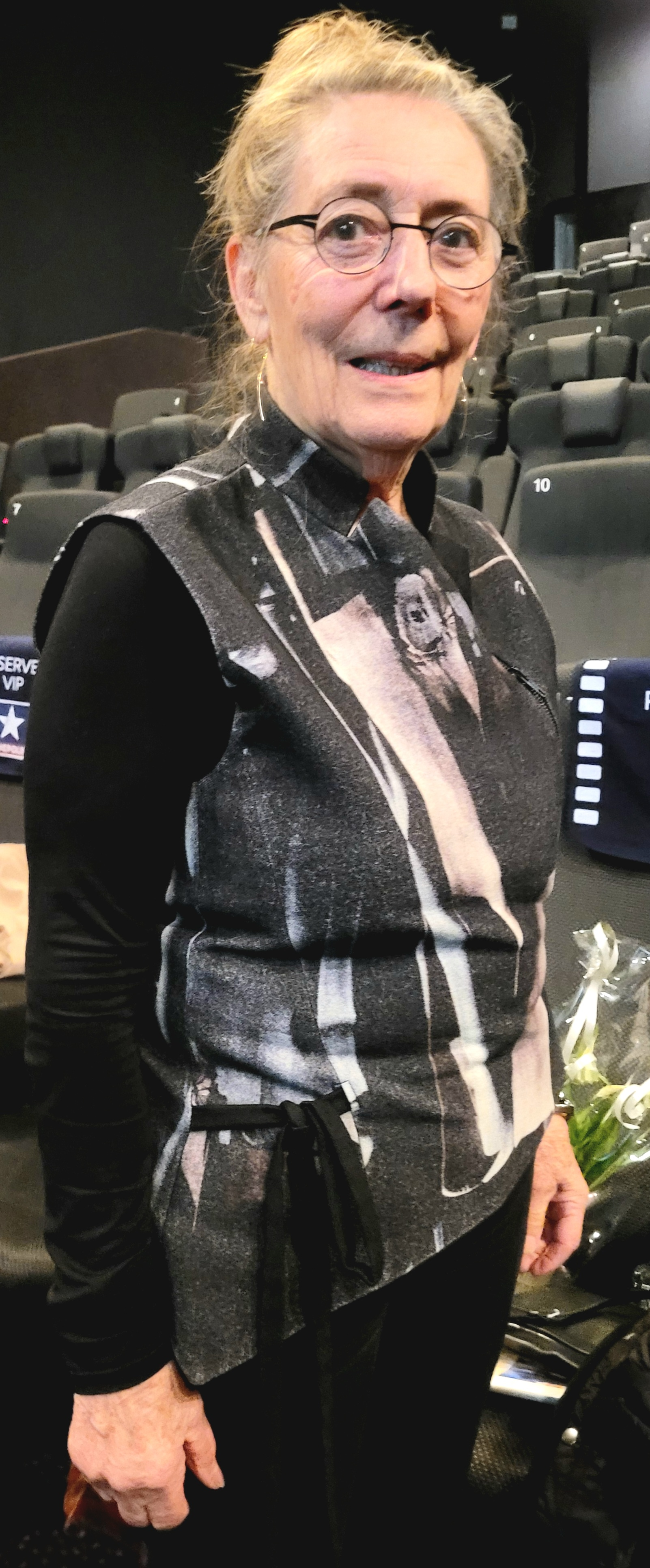
Wivina Demeester-De Meyer (2024)

Wivina Demeester-De Meyer (* 13. Dezember 1943 in Aalst, Provinz Ostflandern) ist eine belgische Politikerin der Christelijk Volkspartij (CVP), die unter anderem zwischen 1991 und 1992 Haushaltministerin und Ministerin für Wissenschaftspolitik in der neunten Regierung von Premierminister Wilfried Martens war.

## Leben

### Abgeordnete, Staatssekretärin und Ministerin in den Regierungen Martens
Wivina Demeester absolvierte nach dem Schulbesuch ein Studium der Agrarwissenschaften und war danach als Agraringenieurin tätig.
Am 10. März 1974 wurde sie als Kandidatin der Christelijk Volkspartij (CVP) erstmals zum Mitglied der Abgeordnetenkammer von Belgien gewählt. Sie gehörte dieser 21 Jahre lang bis zum 12. April 1995 an und vertrat dort das Arrondissement Antwerpen. Als solche war sie bis 1980 erst Mitglied des Kulturrates der Niederländischen Kulturgemeinschaft (Cultuurraad voor de Nederlandse Cultuurgemeenschap) und danach der Nachfolgeorganisation Flämischer Rat (Vlaamse Raad), aus dem später das Flämische Parlament (Vlaamse Parlement) hervorging. Daneben engagierte sie sich mehrere Jahre in der Kommunalpolitik und war zwischen 1982 und 1992 Mitglied des Gemeinderates von Zoersel.
Am 28. November 1985 wurde Wivina Demeester in der sechsten Regierung von Premierminister Wilfried Martens Staatssekretärin für öffentliche Gesundheit und Behindertenpolitik beim Minister für soziale Angelegenheiten und institutionelle Reformen Jean-Luc Dehaene und übte dieses Amt auch in der siebten und achten Regierung Martens bis zum 18. September 1988 aus. Gleichzeitig war sie verantwortlich für den Nationalfonds für die soziale Wiedereingliederung für Behinderte und als solche dem Minister für Beschäftigung und Arbeit, Michel Hansenne, unterstellt. Im Rahmen einer Umbildung der achten Regierung Martens übernahm sie am 18. September 1988 von Herman Van Rompuy die Position als Staatssekretärin für Finanzen und war damit bis zum 29. September 1991 engste Mitarbeiterin von Finanzminister Philippe Maystadt.
Nach der Bildung der neunten Regierung Martens am 29. September 1991 wurde sie von Premierminister Martens zur Ministerin für Haushalt und Wissenschaftspolitik und bekleidete diese Funktion bis zu ihrem Rücktritt am 21. Januar 1992.

### Ministerin und Abgeordnete in Flandern
Nach ihrem Rücktritt wechselte Wivina Demeester am 21. Januar 1992 in die Regierung von Flandern. Vorausgegangen war das schlechte Abschneiden der Regierung Martens bei den Wahlen vom 24. November 1991. Wenngleich die Koalition zwar ihre Mehrheit behalten konnte, musste sie Verluste hinnehmen. Die Wahlen, bei denen der rechtsradikale Vlaams Blok zahlreiche Stimmen erhielt, gingen besonders in Flandern als „schwarzer Sonntag“ (Zwarte Zondag) in die Geschichte ein. Neben ihr zogen sich auch der Minister für Beschäftigung und Arbeit Luc Van den Brande und die Staatssekretärin für Pensionen Leona Detiège aus der scheidenden nationalen Regierung zurück, um der flämischen Regierung beitreten zu können, in der Van den Brande Ministerpräsident wurde.
Van den Brande berief daraufhin Wivina Demeester am 21. Februar 1992 als Ministerin für Finanzen und Haushalt in Regierung Flanderns und sie behielt beide Funktionen bis zum 13. Juli 1999. Gleichzeitig war sie in dieser Zeit zwischen 1992 und 1995 flämische Innenministerin sowie Ministerin für Wohlfahrt und Familie und anschließend zwischen 1995 und 1999 Gesundheitsministerin von Flandern.
Nach ihrem Ausscheiden aus der Belgischen Abgeordnetenkammer war sie 1995 kurzzeitig Mitglied des Flämischen Parlaments, dem sie nach ihrem Ausscheiden aus der Regierung Flanderns erneut von 1999 bis 2004 angehörte. Daneben war sie von 2001 bis 2006 abermals Mitglied des Gemeinderates von Zoersel.

### Rückzug aus dem politischen Leben und sonstiges Engagement
Wivina Demeester, der für ihre politischen Verdienste das Ritterkreuz des Leopoldsordens verliehen wurde, engagierte sich nach ihrem Ausscheiden aus der Politik unter anderem für Menschen mit geistiger Behinderung und ist unter anderem Mitglied des Verwaltungsrates des Universitätsklinikums der Universität Antwerpen.
Daneben engagiert sie sich für zahlreiche Bauprojekte und Einrichtungen in Antwerpen wie die Oosterweelverbinding zur Verbesserung der Verkehrssituation auf dem Antwerpener Ring und ist Verwaltungsratsmitglied des internationalen Kunstzentrums deSingel und des Bankkonzerns Dexia.
Sie war von 2004 bis 2013 Vorsitzende des Flämischen Instituts für Gesundheitsförderung und Gesundheitsprävention (Vlaams Instituut voor Gezondheidspromotie en Ziektepreventie) und erhielt am 29. September 2006 einen Ehrendoktor von der Katholieke Universiteit Leuven. Im Mai 2011 wurde sie Vorsitzende der christlichen Denkfabrik Logia.